# Бои за Николаев (2022)
Бои за Николаев — боевые действия в Николаеве и Николаевской области с целью установления контроля над городом, происходившие в ходе вторжения России на Украину. В ходе боёв украинская армия одержала победу. Войскам РФ пришлось отступить от Николаева сначала на 15 км, а вскоре — на 30 км.
24 марта Николаев получил звание города-героя Украины.

## Значение города
Издания BBC и The New York Times называли Николаев одной из главных целей России. По оценке BBC, он имел ключевое значение для российской стратегии отсечения южного побережья Украины: его взятие открыло бы путь на Одессу, а её контроль позволил бы создать сухопутный коридор в Приднестровье.

## Боевые действия
В первые дни войны российские войска совершили безуспешную попытку захвата Николаева, после чего долго оставались недалеко от города (по данным на июнь, как и на март, линия фронта проходила в 20-30 километрах от него) и практически ежедневно обстреливали Николаев и область, в том числе случайным и неизбирательным образом. По словам мэра города Александра Сенкевича, около 80 % снарядов при этих обстрелах были кассетными.
В первые две недели боёв половина жителей покинула Николаев. По данным мэра, в июне в нём оставались около 230 тысяч из 480 тысяч человек.
В ходе осеннего контрнаступления на юге Украины украинская армия отбросила российскую почти со всех оккупированных территорий Николаевской области. 11 ноября 2022 года глава Николаевской ОГА Виталий Ким сообщил об освобождении всей области, кроме Кинбурнской косы, а 8 декабря заявил, что украинская армия взяла под контроль все выходы на Кинбурнскую косу, перекрыв пути снабжения расположенных там российских войск.

### Наступление российских войск
В ночь на 24 февраля, в самом начале вторжения, российская армия обстреляла аэродром Кульбакино на окраине города и военно-морскую базу в Очакове Николаевской области.
В начале вторжения российские силы зашли в город, но были из него выбиты. Утром 26 февраля Виталий Ким заявил, что произошедшая ночью атака на город была отбита.
2 марта соседний областной центр Херсон был занят российскими войсками. К 3 марта ВМС Украины подтопили свой фрегат «Гетман Сагайдачный», находившийся на ремонте в порту Николаева.
4 марта украинская сторона объявила, что выбила российские войска из Николаева.
5 марта Вооружённые силы Украины заявили, что в Николаевской области сбиты несколько российских самолётов, вылетевших из крымской Новофёдоровки. Украинская разведка опубликовала видео допроса двух лётчиков сбитого Су-30.
По словам главы Николаевской ОГА Виталия Кима, 8 марта в плен сдались 28 российских военнослужащих.
По состоянию на 14 марта российские войска по-прежнему контролировали сёла в 20 километрах от города, и только река Южный Буг удерживала его от окружения. Сенкевич сообщил The Guardian, что мирных жителей эвакуировали по дороге, ведущей в Одессу, и было эвакуировано около 250 000 человек.
Жители Николаева загромождали улицы шинами, чтобы зажечь их коктейлями Молотова, замедлив российские войска в случае, если они войдут в город, и облегчить украинским силам уничтожение российских танков. Губернатор Николаевской области Виталий Ким тем временем организовал защиту и мотивировал людей с помощью видеороликов в социальных сетях. Сержант Руслан Хода, командовавший защищавшими аэропорт украинскими силами, заявил, что российские войска, похоже, проводят разведывательные атаки, чтобы проверить уязвимости в своей обороне, и им часто предшествуют дроны-разведчики. Генерал-майор Дмитрий Марченко, руководивший обороной города, заявил, что украинские силы пытались сломить боевой дух российских войск, неоднократно обстреливая их.
В боях принимал участие 247 полк РФ под командованием генерала Марзоева. Полк попал в окружение и был разгромлен.
К 18 марта основная колонна российских войск на Николаевском направлении была уничтожена, части ВС РФ отступили в Херсонскую область в сторону аэропорта «Чернобаевка».
Ожесточённые бои за город шли вплоть до 24 марта. Природный ландшафт затруднял наступление армии России — долина вокруг города полна извилистых рек, что значительно осложняло штурм города.

### Обстрелы Николаева

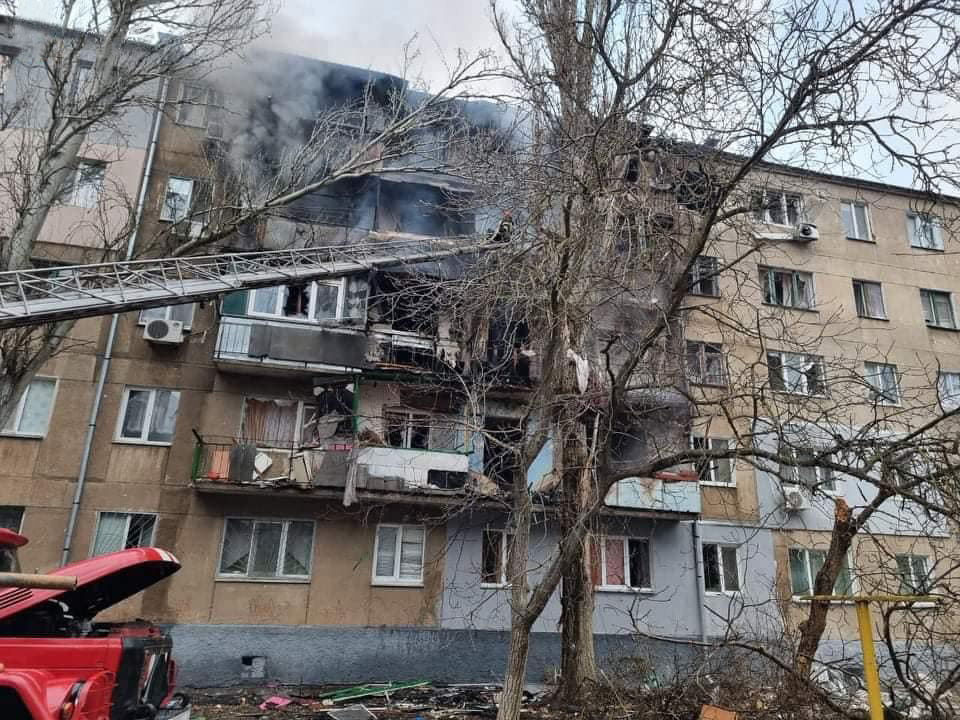
Один из повреждённых домов после обстрела 7 марта 2022 года

2 марта в бангладешское судно (балкер) «Banglar Samriddhi», находящееся в порту «Ольвия», попала ракета, вследствие чего погиб механик. Возникший на судне пожар удалось потушить силами экипажа.

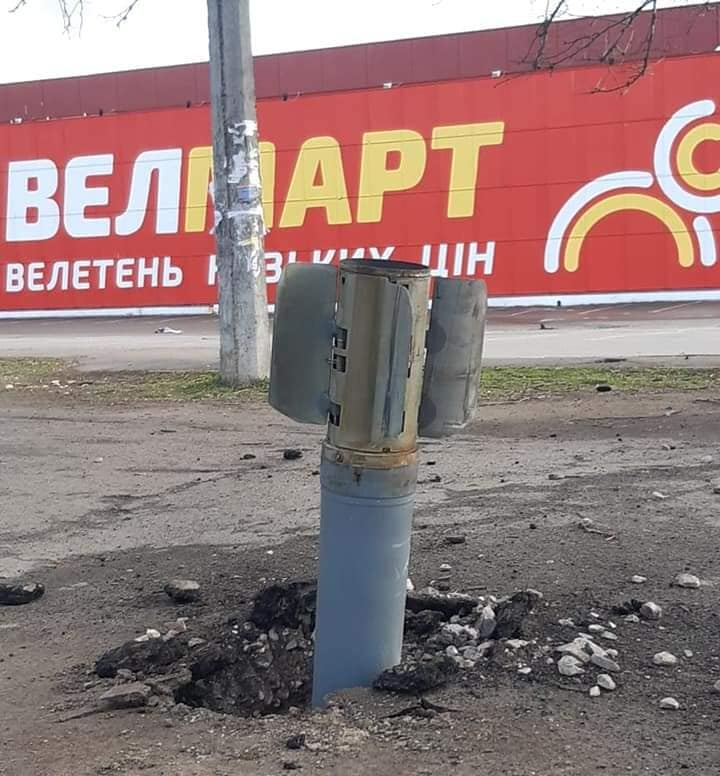
Снаряд в городе, 9 марта

Утром 7 марта российская армия нанесла удар крылатой ракетой «Калибр» по казарме 79-й десантно-штурмовой бригады ВСУ в Николаеве. По данным властей Украины, в результате удара восемь военных были убиты, восемь пропали без вести и 19 получили ранения. В тот же день ГСЧС Украины сообщила об обстреле города, в том числе жилых районов, из «Смерчей». При этом Россией были использованы кассетные боеприпасы. Обстрелы города продолжались весь день; возникло несколько пожаров в жилом секторе и на промышленных объектах. Пострадали жилые массивы Ингульского, Центрального и Корабельного районов. Всего по состоянию на 7 марта, по данным главы города, пострадало 46 домов; в 4 микрорайонах нет отопления.
11-12 марта обстрелами были повреждены онкологическая больница, глазная клиника и больница скорой помощи.
13 марта Ким сообщил, что российские вооружённые силы обстреляли завод по производству газовых турбин. Кроме того, были убиты девять человек, стоявших в очереди на улице к банкомату.
18 марта тремя ракетами «Калибр» Россия нанесла ракетный удар по казармам 79-й отдельной десантно-штурмовой бригады в Николаеве. В казармах на момент удара находились около 200 военных. Первоначально сообщалось о гибели от 45 до 57 украинских солдат, но ожидалось, что число погибших будет расти. Бельгийская газета Het Laatste Nieuws сообщила, что городской морг и украинские военные заявили о гибели не менее 80 украинских военных. Предполагается, что почти все 200 солдат были убиты, поскольку из-под обломков на следующий день был извлечён только один выживший, а ночью температура опускалась до −6 °C.

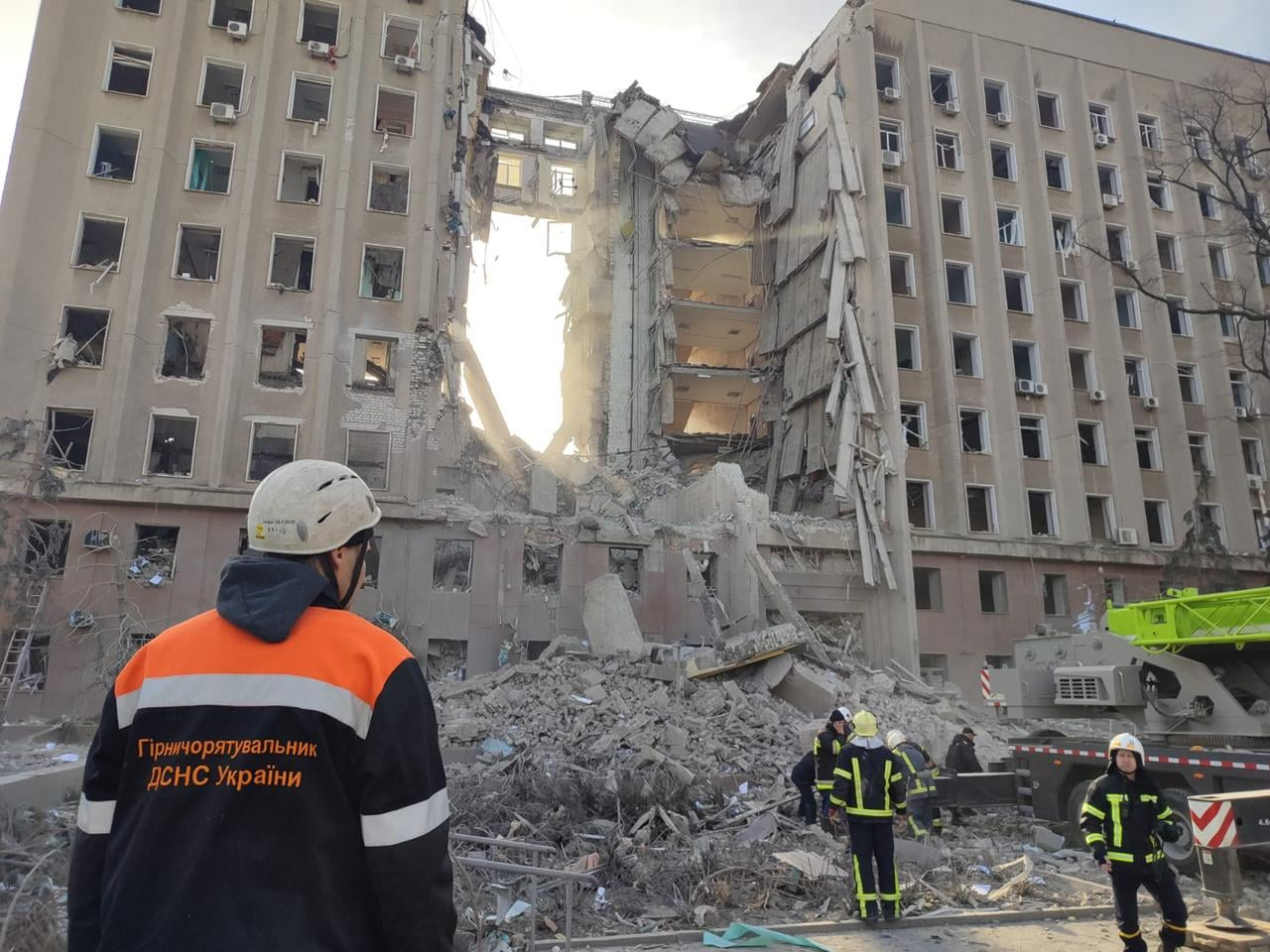
Здание облгосадминистрации после ракетного удара 29 марта

29 марта 2022 года около 08:45 утра ракетным ударом была разрушена центральная часть 9-этажного здания Николаевской облгосадминистрации. По её данным, погибли 37 человек, среди которых сотрудники администрации, представители территориальной обороны, военнослужащие, сотрудники хозяйственного суда и коммунальных предприятий; не менее 33 человек были ранены.
3 апреля, по словам мэра города Александра Сенкевича, Россия нанесла по городу несколько ракетных ударов. Виталий Ким сообщил о 13 раненых и одном погибшем. Министерство обороны Российской Федерации заявило, что 3 апреля в результате авиаудара по аэродрому Баловное в пригороде Николаева были уничтожены три вертолёта украинских вооружённых сил.
4 апреля кассетный снаряд попал в городскую больницу во время визита в неё представителей «Врачей без границ». В этот день, по данным местной власти, в городе были убиты 10 человек и ранен 61.

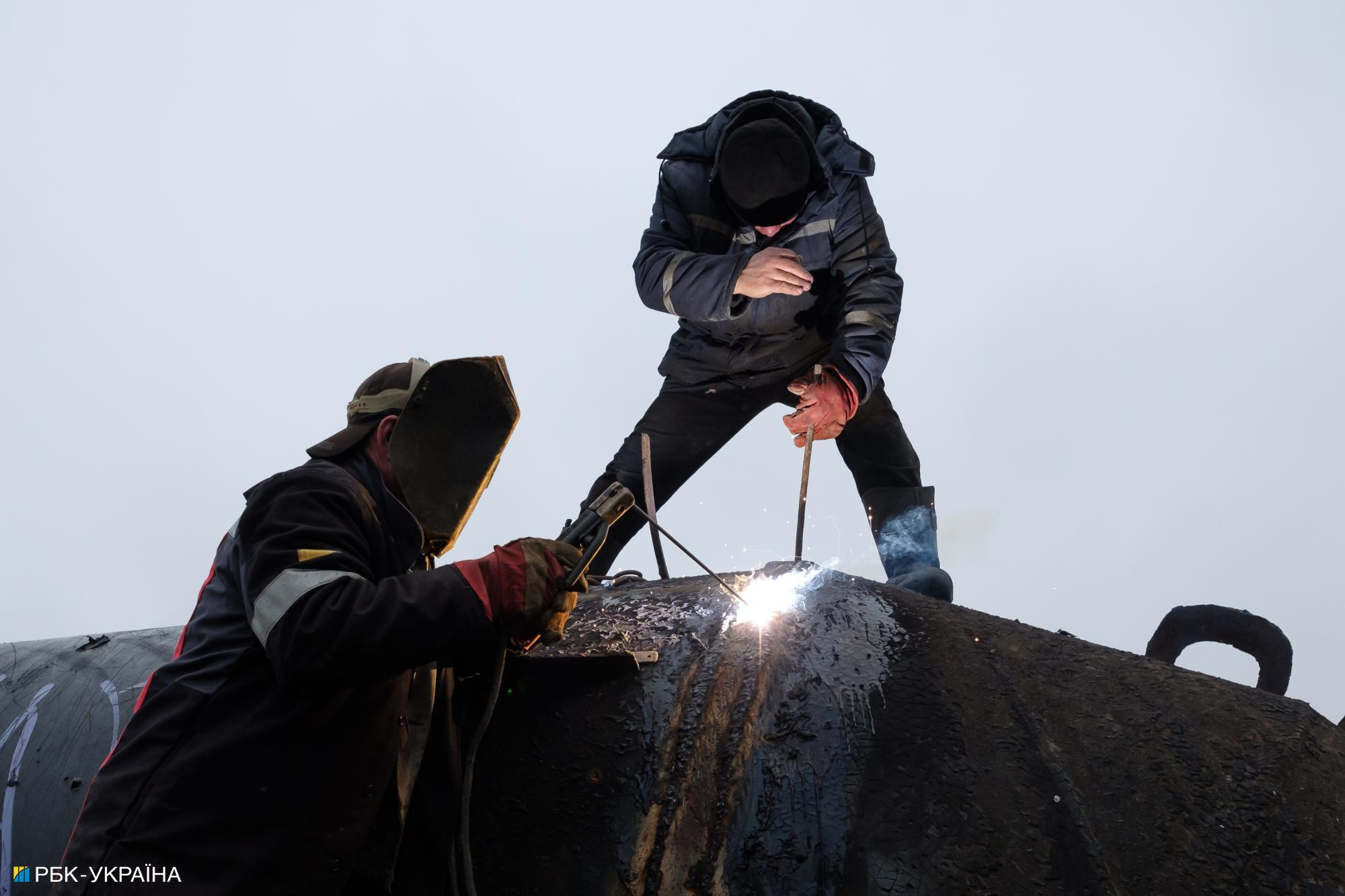
Восстановление взорванного 12 апреля трубопровода (ноябрь 2022)

12 апреля город лишился магистрального водоснабжения в результате взрыва трубопровода, доставляющего пресную воду из Днепра. В городе стали раздавать в бочках воду из скважин; через месяц была налажена подача воды из Южного Буга, однако она солоноватая, грязная и не годится для пищевых целей. По данным расследования BBC, водопровод намеренно взорвали российские войска, нарушив международное гуманитарное право. Ремонтную бригаду, которую хотели прислать власти Николаева, россияне к трубам не допустили. По состоянию на ноябрь трубопровод не восстановлен.
Обстрелы города артиллерией и крылатыми ракетами продолжились, хотя он остаётся под контролем Украины.
16 апреля сообщалось о 5 погибших в результате обстрела Николаева.

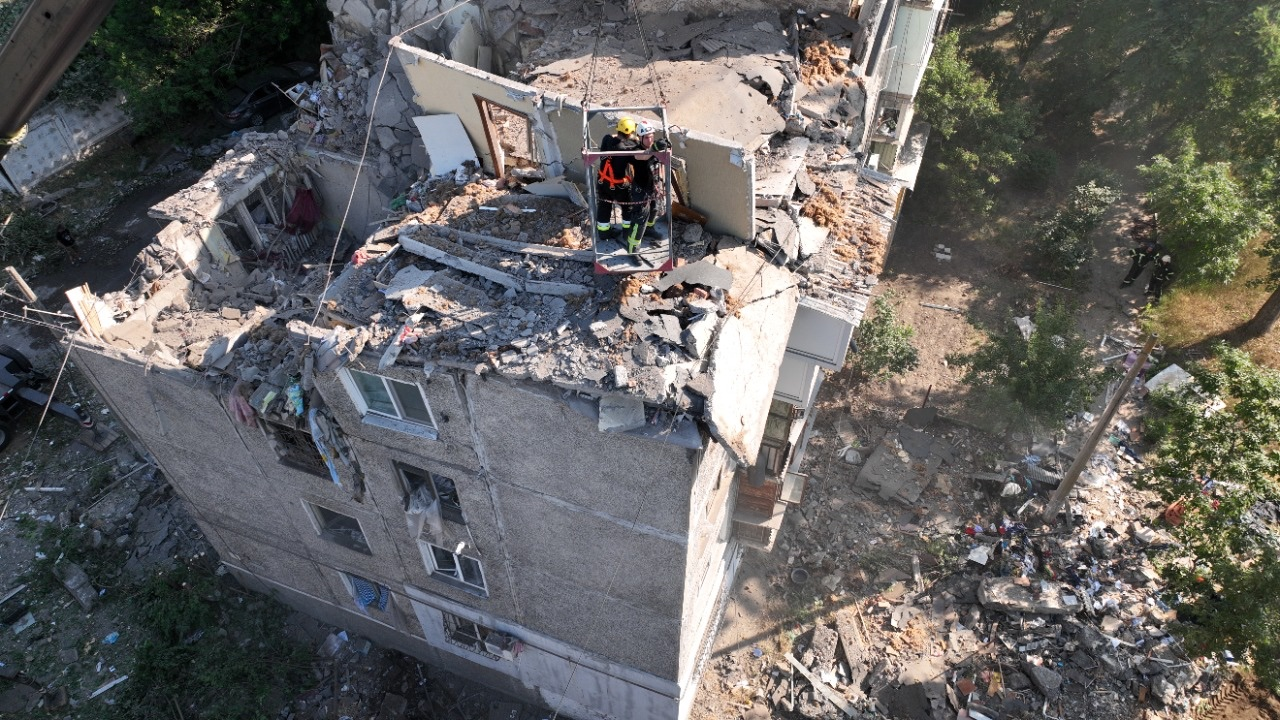
Дом, обстрелянный 29 июня

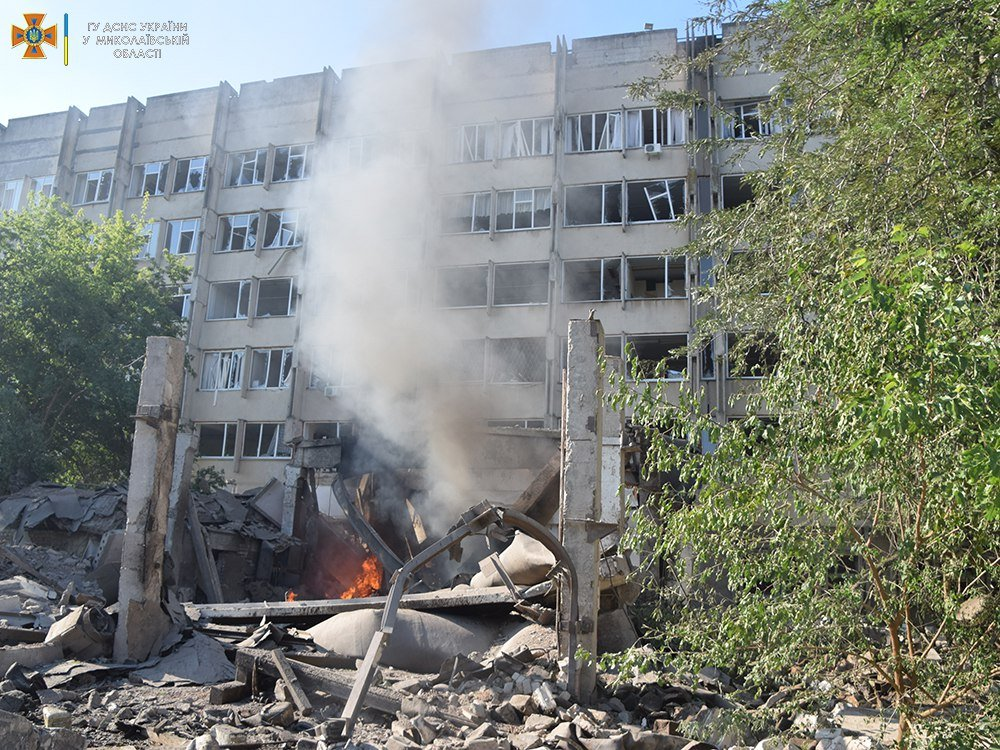
Университет кораблестроения после обстрела 15 июля

22 июня Минобороны РФ сообщило о нанесении ракетного удара по судостроительному заводу «Океан» в Николаеве. В результате этого обстрела, по заявлению ведомства, были уничтожены до 500 военных с вооружением и техникой. Факт удара семью ракетами подтвердил глава Николаевской областной военной администрации Виталий Ким.
29 июня российский ракетный удар частично разрушил 5-этажный жилой дом. Известно о 8 погибших и 6 раненых.
15 июля российскими ракетными ударами были частично разрушены здания Николаевского национального университета и Национального университета кораблестроения.
17 июля российские войска вновь нанесли ракетные удары по Николаеву. Власти Украины заявили, что ракеты поразили в городе промышленный и инфраструктурный объекты. Корреспондент американской телевещательной сети Public Broadcasting Service Саймон Островский сообщил, что в результате удара погибли десятки военнослужащих ВСУ.
21 июля обстрелом был повреждён склад с гуманитарным грузом, где было не менее 100 тонн продовольствия (по словам Виталия Кима, сгорели тысячи тонн продуктов).

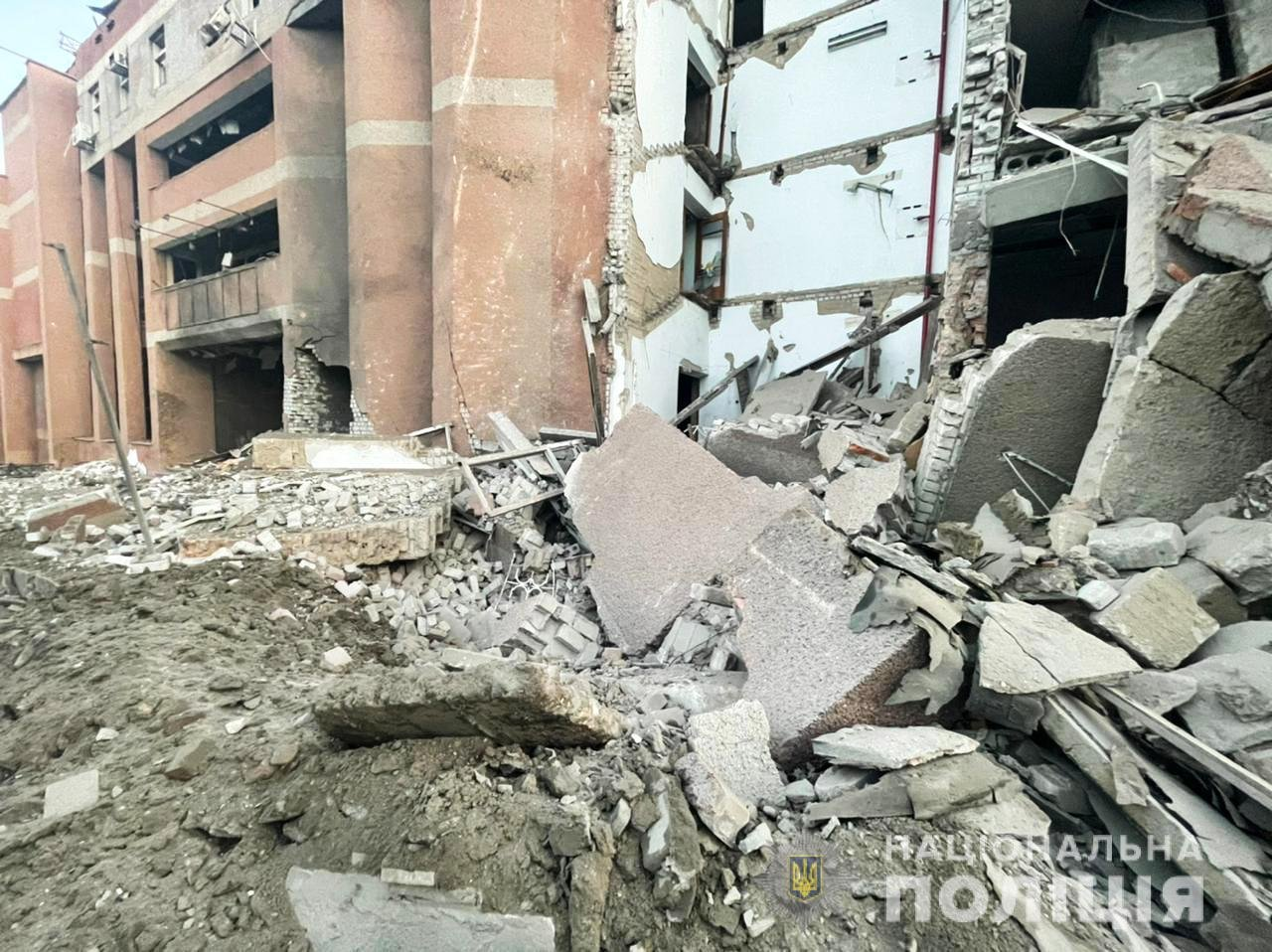
Черноморский национальный университет после обстрелов 17 и 19 августа

В ночь на 31 июля был совершён один из самых тяжёлых обстрелов города с начала вторжения. Использовались РСЗО «Смерч» и модифицированные снаряды усиленного разрушительного действия зенитно-ракетных систем «С-300». Разрушены три образовательных учреждения, частные и многоквартирные жилые дома, были попадания по стадиону, другим социальным объектам и промышленной инфраструктуре. Погиб, среди прочих, один из самых богатых украинских предпринимателей, основатель аграрной фирмы «Нибулон» Алексей Вадатурский с женой.
17 августа двумя российскими ракетами было повреждено здание Черноморского национального университета. 19 августа в здание ударили ещё две ракеты С-300.
Обстрелом 22 сентября был повреждён, среди прочего, Николаевский художественный драматический театр.

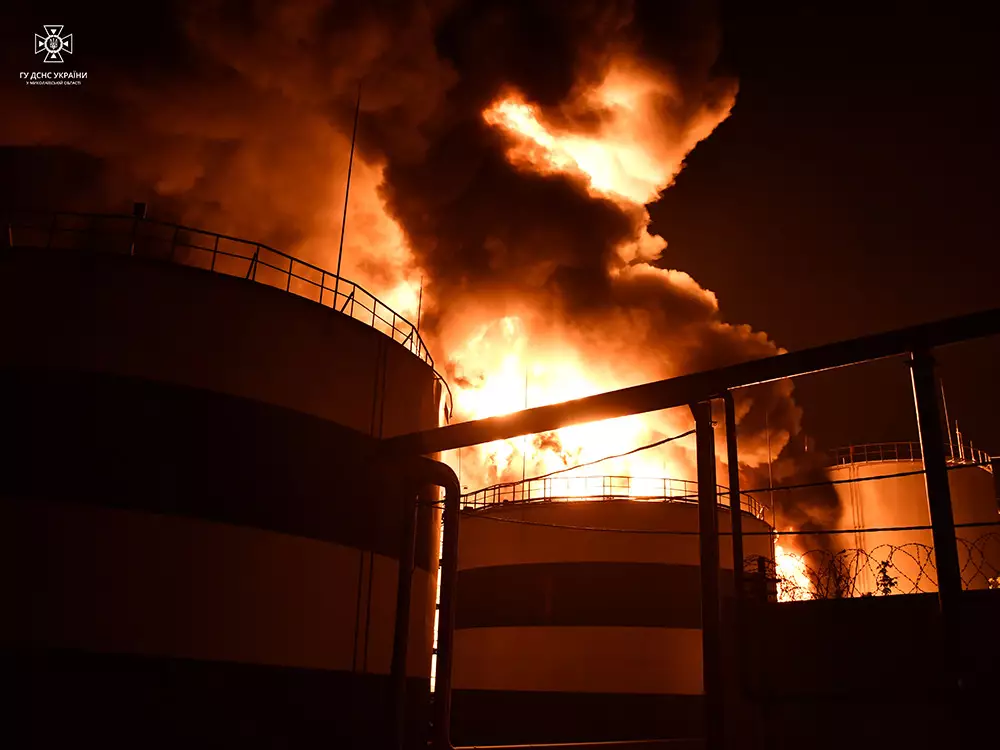
Резервуары с подсолнечным маслом после удара 16 октября

10 октября, в день массированного ракетного обстрела Украины, пострадал в том числе и Николаев. Среди прочего, было повторно повреждено здание Национального университета кораблестроения имени адмирала Макарова, обстрелянное ещё 15 июля.

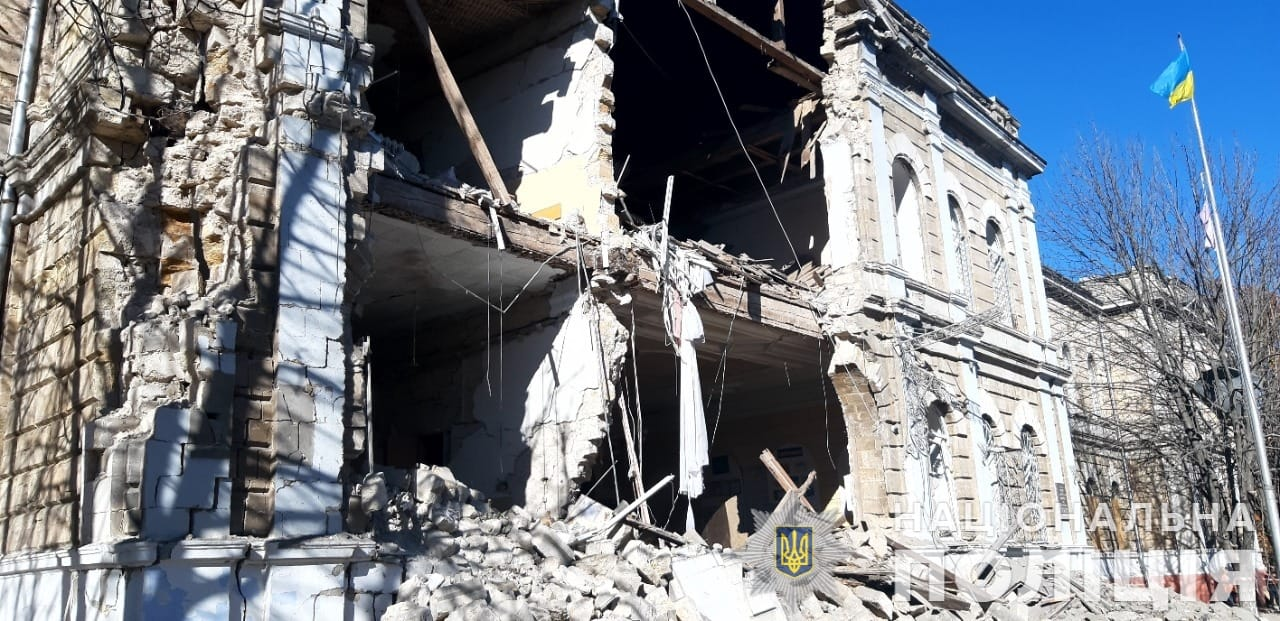
Первая украинская гимназия имени Николая Аркаса (бывшая Мариинская гимназия) после обстрела

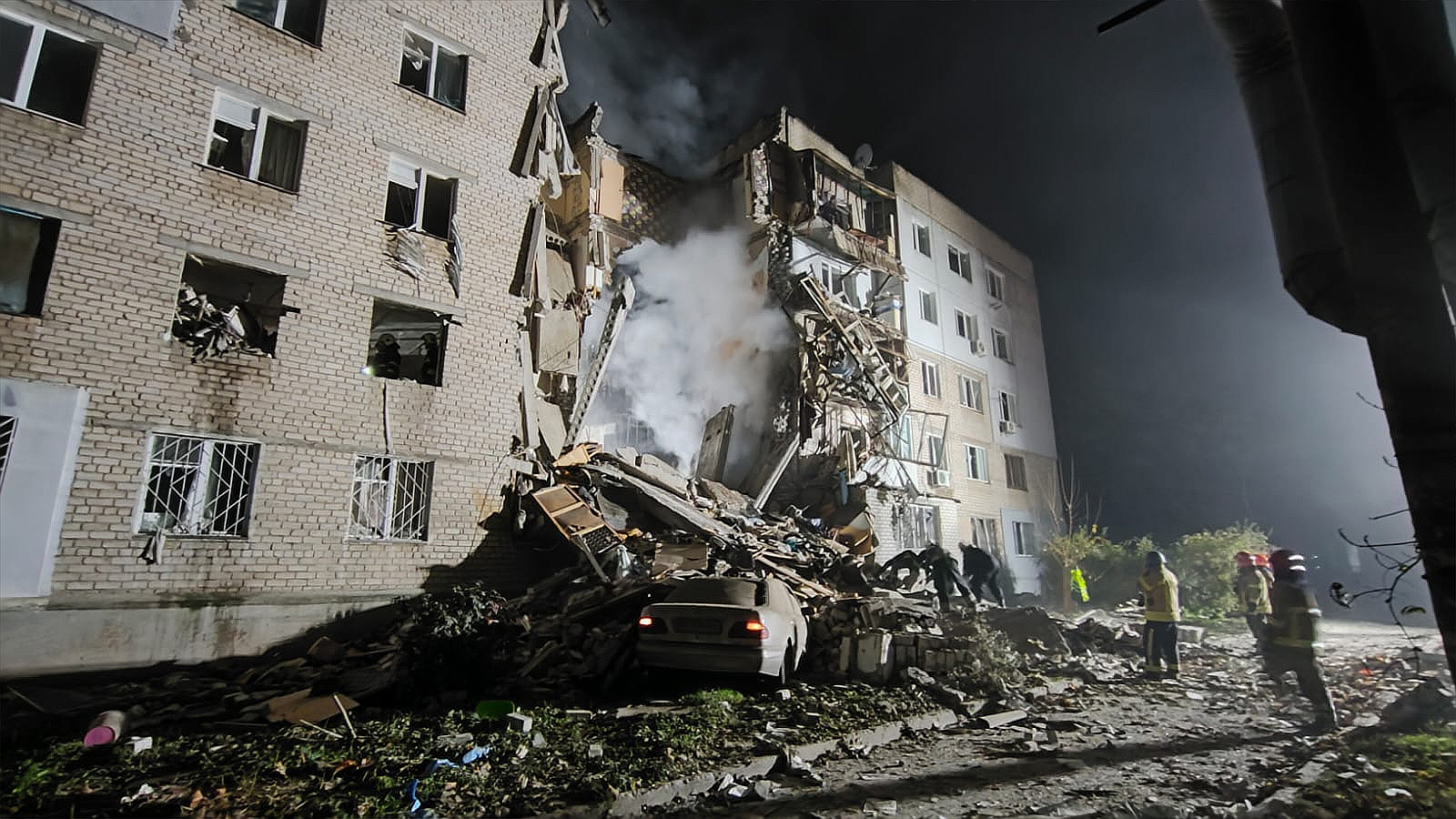
Дом, обстрелянный 11 ноября

В ночь на 13 октября обстрелом был частично разрушен пятиэтажный жилой дом, известно о двоих погибших. Обстрел в ночь на 18 октября уничтожил двухэтажный дом, погиб один человек.
Вечером 16 октября российские беспилотники-камикадзе ударили в терминал по перегрузке подсолнечного масла одной из компаний-экспортёров, повредив две ёмкости по 7,5 тысяч тонн каждая. Ёмкости загорелись, масло потекло по улицам, где жители собирали его в бутылки. Кроме того, пострадала фармацевтическая компания.
В ночь на 1 ноября российским обстрелом города были частично разрушены Первая украинская гимназия имени Николая Аркаса и Николаевский политехнический профессиональный колледж; пострадали соседние дома, известно об одном погибшем.
11 ноября от обстрела города обрушился подъезд пятиэтажного дома, погибли не менее 6 человек.
После отступления российских войск на левый берег Днепра обстрелы Николаева почти полностью прекратились — за месяц был зафиксирован только один день с двумя прилётами ракет С-300.

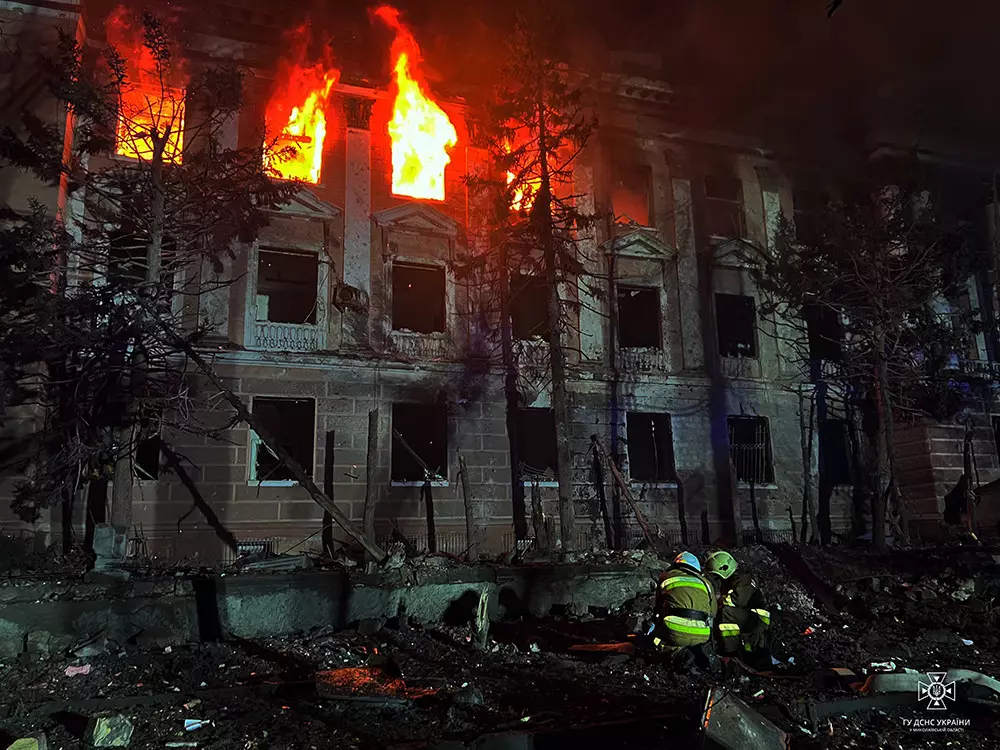
«Адмиралтейство» после ракетного удара 27 апреля 2023

27 апреля 2023 года Николаев был обстрелян впервые с 31 декабря: из акватории Чёрного моря было выпущено 4 ракеты «Калибр». Повреждены жилые дома и историческое здание судостроительного завода, известное как «Адмиралтейство». Убит один человек, пострадали 23.
20 июля очередным обстрелом города повреждено несколько домов, уничтожено здание Николаевского областного центра народного творчества и культурно-образовательной работы. Два человека погибли, 19 ранены.

## Потери
247 полк РФ под командованием генерала Марзоева в ходе боев попал в окружение и был разгромлен.
По данным мэра Николаева Александра Сенкевича, по состоянию на 24 июня 2022 года в городе погибли 111 человек (в том числе 1 ребёнок) и ранены 502 (в том числе 6 детей). К началу августа, по сообщению пресс-офицера Николаевской ОВА Дмитрия Плетенчука, в городе погибли 130 и были ранены 589 гражданских лиц.
Размер подсчитанных убытков по состоянию на 10 июня составляет 470 миллионов гривен. В городе повреждены 282 многоквартирных дома (4 из которых не подлежат восстановлению) и 374 частных дома (из которых полностью разрушены 6). По данным областной администрации на 27 августа, в Николаевской области пострадали почти 6500 объектов жилищного фонда, 67 медицинских учреждений, 331 учебное заведение и 117 промышленных объектов.

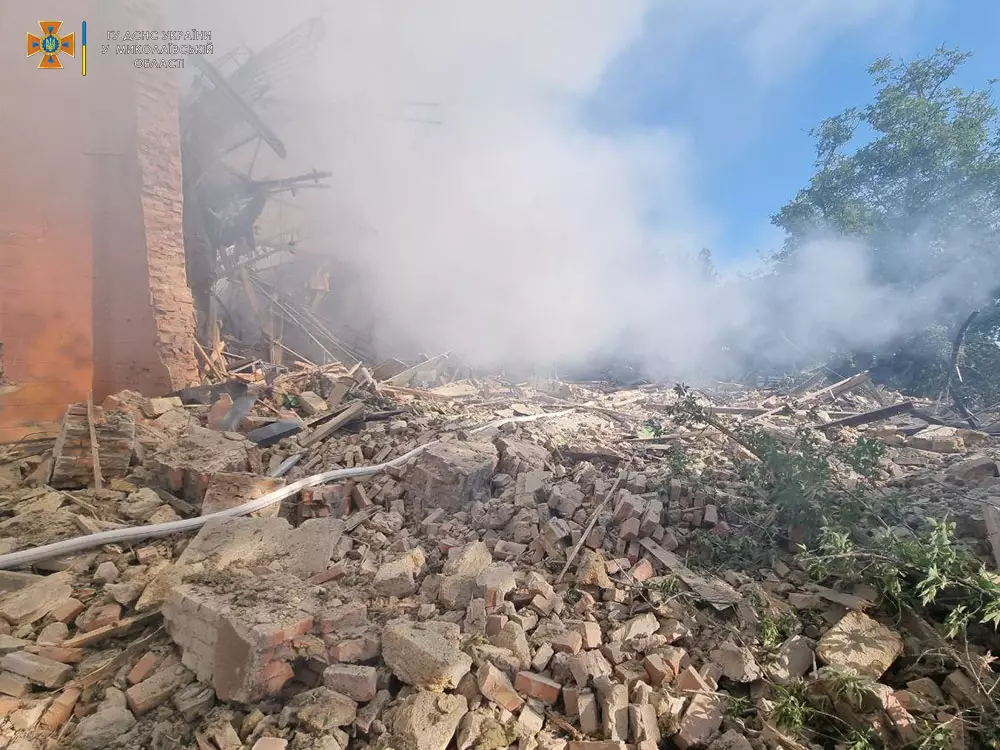
Дворец культуры «Корабельный» после обстрела 5 июля

Пострадали, среди прочего, дворец культуры «Корабельный», Дворец творчества учащихся, Николаевский художественный драматический театр, здание Мариинской гимназии 1892 года постройки и здание Николаевского областного центра народного творчества и культурно-образовательной работы (XIX век) в Николаеве, городской дворец культуры в Очакове, «Турецкий колодец» XVIII века в селе Гурьевка и римско-католическая церковь Непорочного Зачатия Девы Марии 1852 года постройки в селе Киселёвка Николаевской области.